# 어맨다 스위스텐
어맨다 스위스텐(Amanda Swisten, 1978년 12월 20일 ~ )는 미국의 배우이다.

## 출연 작품
- 프리저번 (2005)
- 더 라스트 런 (2004)
- 내겐 너무 아찔한 그녀 (2004)
- 아메리칸 파이 3 - 아메리칸 웨딩 (2003)